# آق‌بلاغ (شوشی)
آق‌بلاغ (به آذربایجانی: Ağbulaq) یک منطقهٔ مسکونی در جمهوری آذربایجان است که در شهرستان شوشی واقع شده‌است.